# El Argo
El Argo es un cuadro del pintor Lorenzo Costa el Viejo que representa la nave Argo, realizado entre 1500 y 1530, que se encuentra en el Museo Cívico de Padua (Italia).

## El tema

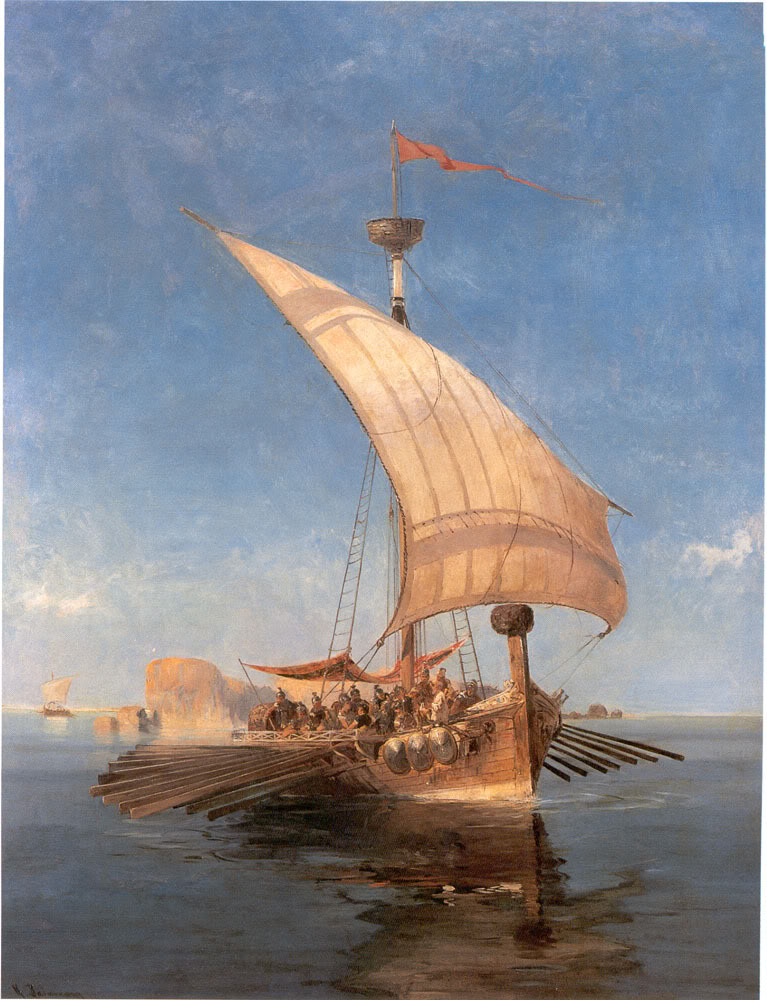
Argo, de Konstantinos Volanakis.

El pintor representa un episodio de la mitología griega, la expedición de Jasón y los Argonautas en la búsqueda del Vellocino de Oro. Los argonautas eran los héroes que acompañaron a Jasón en el Argo, barco cuyo nombre significa veloz. Jasón reunió a los hombres más valientes de Grecia para un viaje ideado por el tío de Jasón, Pelias, en su deseo de que este fracasara para evitar devolverle el reino que le había usurpado.
Konstantinos Volanakis, pintor griego de finales del siglo XIX, tiene una obra homónima.

## Descripción de la obra
El cuadro encuadra entre dos columnas de mármol la escena mitológica. El célebre barco construido de madera de roble del bosque sagrado de Dodona ocupa la mitad del cuadro. En él, los héroes que acompañan a Jasón se agolpan y acomodan en la nave con capacidad para 50 remeros. A la derecha, llegando entre las montañas, otros candidatos a acompañar a los expedicionarios siguen llegando a la llamada de Jasón.